# N.V. Ontginningsmaatschappij De Vereenigde Groninger Gemeenten
De N.V. Ontginningsmaatschappij De Vereenigde Groninger Gemeenten was de Groninger variant van de Centrale Werkverschaffing. De maatschappij stond onder leiding van Dominee J. Buiskool welke was aangesteld als Rijksinspecteur. Vanwege zijn harde optreden werd hij door de arbeiders wel de 'Groningsche Mussolini' genoemd.